# Incipit Satan
Incipit Satan är det femte studioalbumet av norska black metal bandet Gorgoroth. Albumet släpptes 2000 av skivbolaget Nuclear Blast. 

## Låtlista
1. "Incipit Satan" – 4:33
2. "A World to Win" – 03:43
3. "Litani til Satan" – 4:33
4. "Unchain My Heart!!!" – 4:47
5. "An Excerpt of X" – 5:50
6. "Ein eim av blod og helvetesild" – 3:09
7. "Will To Power" – 4:28
8. "When Love Rages Wild in My Heart" – 5:43

- Text och musik: Gorgoroth (spår 1–6, 8), Gaahl (spår 7)

## Medverkande
Musiker (Gorgoroth-medlemmar)
- Infernus (Roger Tiegs) – gitarr, basgitarr, trummor, sång, keyboard
- Tormentor (Bjørn Olav Telnes) – gitarr, sång
- Gaahl (Kristian Eivind Espedal) – sång
- King ov Hell (Tom Cato Visnes) – basgitarr
- Sjt. Erichsen (Erlend Erichsen) – trummor

Bidragande musiker
- Daimonion (Ivar Bjørnson) – keyboard
- Micky Faust (Michael Krohn) – sång (spår 8)

Produktion
- Gorgoroth – producent, ljudmix
- Jocke Pettersson – producent, ljudtekniker, ljudmix
- Eugen – ljudtekniker (gitarrer)
- Tomas Skogsberg – tekniker (gitarrer)
- Herr Brandt (Herbrand Larsen) – redigering, ljudmix, mastering
- Infernus – ljudmix, mastering
- Mia (Mia Lorentzon) – redigering, mastering
- May Husby – omslagsdesign, omslagskonst
- Kay A. Berg – foto